# 쿠이툰시

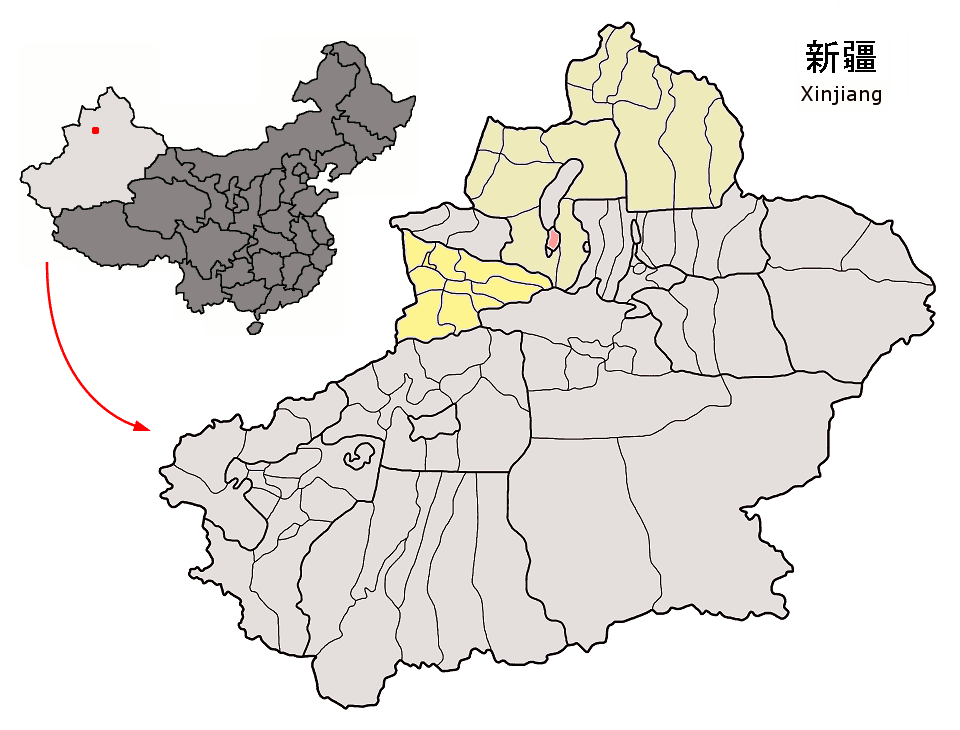
쿠이툰 시의 위치

쿠이툰시(위구르어: كۈيتۇن شەھىرى, 중국어: 奎屯市, 병음: Kuítún Shì)은 신장 위구르 자치구 이리 카자흐 자치주의 현급 행정구역이다. 넓이는 1171km2이고, 인구는 2007년 기준으로 310,000명이다.
역사적으로 도시는 1975년까지 운영된 신장 생산 건설 병단의 제5농업국과 관련이 있으며 여전히 계속해서 현급시의 톈베이 신구를 관할하고 있다.

## 지리
쿠이툰은 우쑤 시와 스허쯔 시 사이의 란신 철도 위에 위치하고 사막과 가깝다. 연평균 기온은 7.4℃이고 연평균 강수량은 182mm이다.

## 경제
지역의 공업은 식품 가공업과 방직업이 있고 쿠이툰 발전소가 있다.

## 인구(2000)
쿠이툰의 2000년 인구는 285,299명이었다.
| 민족     | 인구    | 비율   |
| -------- | ------- | ------ |
| 한족     | 26 9954 | 94.62% |
| 후이족   | 6290    | 2.2%   |
| 카자흐족 | 5077    | 1.78%  |
| 위구르족 | 1335    | 0.47%  |
| 몽골족   | 802     | 0.28%  |
| 만주족   | 347     | 0.11%  |
| 기타     | 1494    | 0.53%  |

## 행정 구역
5개 가도, 1개 향을 관할한다.
- 가도: 团结路街道, 乌鲁木齐东路街道, 北京路街道, 乌鲁木齐西路街道, 火车站街道.
- 향: 开干齐乡.